# 12. etape af Tour de France 2010
Tolvte etape af Tour de France 2010 var en 210,5 km lang kuperet etape. Den blev kørt fredag d. 16. juli fra Bourg-de-Péage til Mende.
- Etape: 12. etape
- Dato: 16. juli
- Længde: 210,5 km
- Danske resultater:

061. Jakob Fuglsang + 3.35
071. Chris Anker Sørensen + 4.15
139. Nicki Sørensen + 9.27
148. Brian Vandborg + 10.20
150. Matti Breschel + 10.20
- Gennemsnitshastighed: 42,3 km/t

## Point- og bjergspurter

### 1. sprint (Mariac)
Efter 74,5 km
| Vinder | Grega Bole          | 6p |
| 2.     | Thor Hushovd        | 4p |
| 3.     | Kanstantsin Siutsou | 2p |

### 2. sprint (Langogne)
Efter 158,5 km
| Vinder | Thor Hushovd     | 6p |
| 2.     | Grega Bole       | 4p |
| 3.     | Anthony Charteau | 2p |

### 1. bjerg (Côte de Saint-Barthélémy-le-Plain)
3. kategori stigning efter 31 km
| Plads | Navn             | Point |
| ----- | ---------------- | ----- |
| 1.    | Pierrick Fédrigo | 4     |
| 2.    | Ryder Hesjedal   | 3     |
| 3.    | Rui Costa        | 2     |
| 4.    | Rein Taaramäe    | 1     |

### 2. bjerg (Col des Nonières)
3. kategori stigning efter 59 km
| Plads | Navn             | Point |
| ----- | ---------------- | ----- |
| 1.    | Anthony Charteau | 4     |
| 2.    | Christophe Kern  | 3     |
| 3.    | Vasil Kiryienka  | 2     |
| 4.    | Gorka Verdugo    | 1     |

### 3. bjerg (Suc de Montivernoux)
2. kategori stigning efter 96 km
| Plads | Navn             | Point |
| ----- | ---------------- | ----- |
| 1.    | Sandy Casar      | 10    |
| 2.    | Anthony Charteau | 9     |
| 3.    | Carlos Barredo   | 8     |
| 4.    | Grega Bole       | 7     |
| 5.    | Mathieu Perget   | 6     |
| 6.    | Rafael Valls     | 5     |

### 4. bjerg (Côte de la Mouline)
3. kategori stigning efter 133 km
| Plads | Navn                | Point |
| ----- | ------------------- | ----- |
| 1.    | Anthony Charteau    | 4     |
| 2.    | Sandy Casar         | 3     |
| 3.    | Carlos Barredo      | 2     |
| 4.    | Aleksandr Vinokurov | 1     |

### 5. bjerg (Côte de la Croix-Neuve)
2. kategori stigning efter 208,5 km
| Plads | Navn                  | Point |
| ----- | --------------------- | ----- |
| 1.    | Alberto Contador      | 20    |
| 2.    | Joaquim Rodríguez     | 18    |
| 3.    | Aleksandr Vinokurov   | 16    |
| 4.    | Andy Schleck          | 14    |
| 5.    | Jurgen van den Broeck | 12    |
| 6.    | Samuel Sánchez        | 10    |

## Resultatliste
|    | Navn                  | Land           | Hold                | Tid     |
| -- | --------------------- | -------------- | ------------------- | ------- |
| 1  | Joaquim Rodríguez     | Spanien        | Team Katusha        | 4:58.26 |
| 2  | Alberto Contador      | Spanien        | Astana Pro Team     | + 0.00  |
| 3  | Aleksandr Vinokurov   | Kasakhstan     | Astana Pro Team     | + 0.04  |
| 4  | Jurgen van den Broeck | Belgien        | Omega Pharma-Lotto  | + 0.10  |
| 5  | Andy Schleck          | Luxembourg     | Team Saxo Bank      | + 0.10  |
| 6  | Samuel Sánchez        | Spanien        | Euskaltel-Euskadi   | + 0.10  |
| 7  | Andreas Klöden        | Tyskland       | Team RadioShack     | + 0.10  |
| 8  | Denis Mensjov         | Rusland        | Rabobank            | + 0.10  |
| 9  | Robert Gesink         | Holland        | Rabobank            | + 0.15  |
| 10 | Roman Kreuziger       | Tjekkiet       | Liquigas-Doimo      | + 0.15  |
| 11 | Levi Leipheimer       | USA            | Team RadioShack     | + 0.17  |
| 12 | Rubén Plaza           | Spanien        | Caisse d'Epargne    | + 0.31  |
| 13 | Damiano Cunego        | Italien        | Lampre-Farnese Vini | + 0.31  |
| 14 | Bradley Wiggins       | Storbritannien | Team Sky            | + 0.31  |
| 15 | Cadel Evans           | Australien     | BMC Racing Team     | + 0.31  |

## Manglende ryttere
- 053  Tyler Farrar (GRM) udgik.
- 173  Samuel Dumoulin (COF) stillede ikke til start.